# David Schwimmer

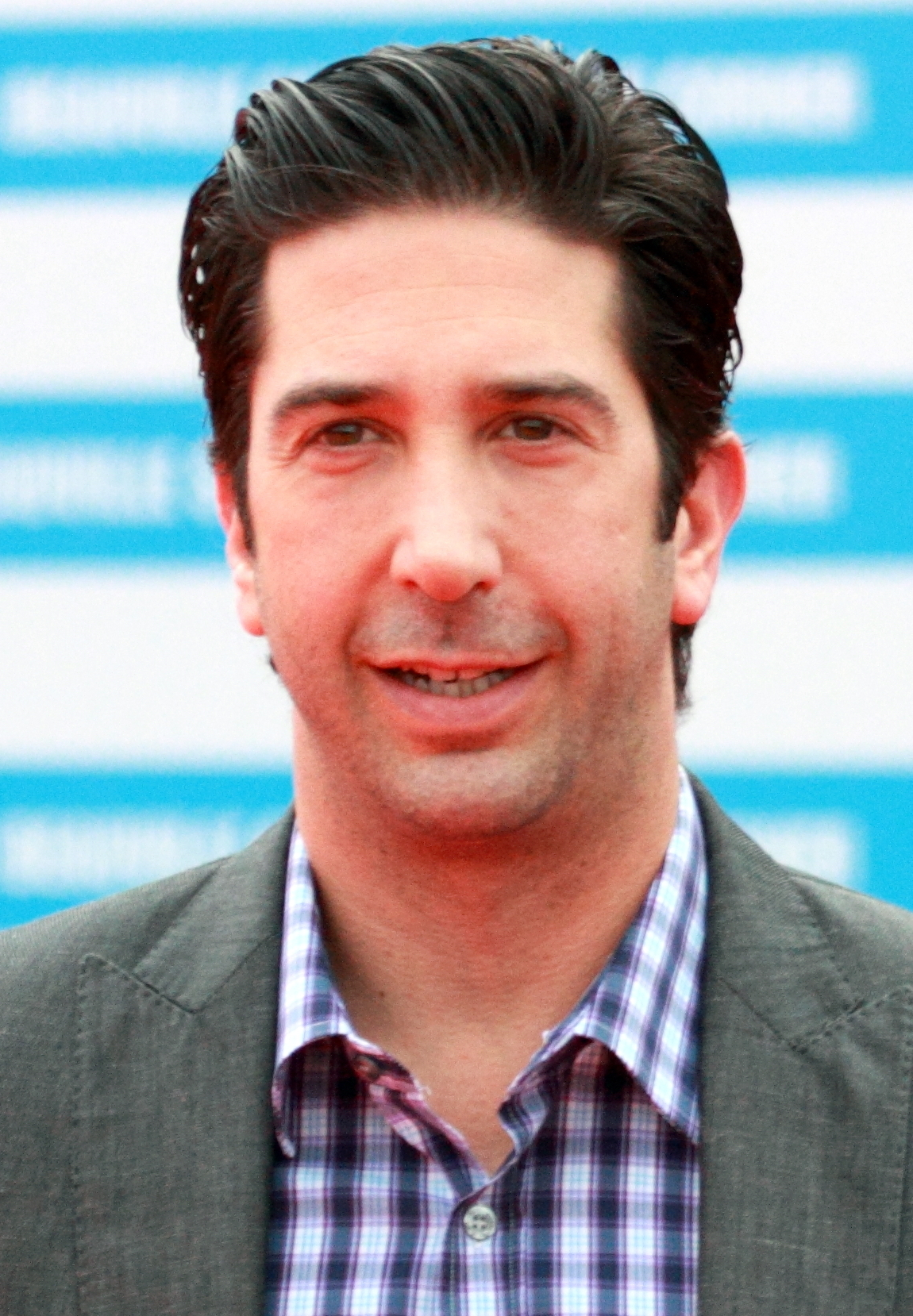
David Schwimmer (2011)

David Lawrence Schwimmer (* 2. November 1966 in New York City, New York) ist ein US-amerikanischer Schauspieler und Regisseur. Größere Bekanntheit erlangte er durch die Rolle des Ross Geller in der Fernsehserie Friends (1994–2004).

## Leben
David Schwimmer wurde als Sohn jüdischer Eltern in Astoria, einer Wohngegend im Nordwesten von Queens, geboren. Als Jugendlicher besuchte er die Beverly Hills High School und entdeckte sein Talent als Schauspieler. Er nahm an einem Schauspielprogramm an der Northwestern University in Chicago teil. Im Jahr 1988 gründeten er und sieben weitere Personen – darunter sein bester Freund und späterer Schauspielkollege Joey Slotnick – die Lookingglass Theatre Company in Chicago.
Einem großen Publikum wurde Schwimmer durch die Rolle des Dr. Ross Geller in der populären Fernsehserie Friends bekannt, die in der Zeit von 1994 bis 2004 in zehn Staffeln produziert wurde. Zwischen 1999 und 2004 inszenierte er selbst zehn Episoden der Serie.
Wie bei seinen Kollegen aus der Show gab es auch bei ihm Versuche, daneben im Filmgeschäft Fuß zu fassen. Er spielte während dieser Zeit einige Nebenrollen, so in Sechs Tage, sieben Nächte und der Stephen-King-Verfilmung Der Musterschüler. 2024 berichtete Schwimmer, ihm sei 1997 eine Hauptrolle in dem Film Men in Black angeboten worden, die er aber wegen Terminkollisionen mit den Arbeiten für Friends abgelehnt habe – eine Entscheidung, die er rückblickend bereue. Außerdem trat er weiterhin in Fernsehrollen auf, so etwa 2001 in der preisgekrönten Miniserie Band of Brothers – Wir waren wie Brüder über eine US-Fallschirmjäger-Einheit im Zweiten Weltkrieg. Schwimmer stellte Herbert Sobel dar, den Ausbilder und ersten Kommandanten der Easy Company des 2. Bataillon, 506. Fallschirmjägerregiment der 101. US-Luftlandedivision. 
2008 drehte er mehrere Episoden der Fernsehserie Little Britain USA. Seine erste Erfahrung als Regisseur machte er 1998 mit der Inszenierung des Fernsehfilms Dümmer geht’s immer. 2004 folgte mit Americana seine zweite Fernseharbeit. Seinen ersten Kinofilm als Regisseur drehte Schwimmer Ende 2006 mit Run, Fatboy, Run in London. Die Filmkomödie, in der u. a. Simon Pegg, Hank Azaria und Thandie Newton mitwirkten, kam im September 2007 mit großem Erfolg in die britischen Kinos. In die USA kam der Film im März, nach Deutschland im April 2008. 2010 inszenierte er das Filmdrama Trust mit Clive Owen in der Hauptrolle.
2005 lieh Schwimmer im Dreamworks-Animationsfilm Madagascar der Giraffe Melman seine Stimme. Außerdem arbeitet er regelmäßig am Theater; 2006 war er am Broadway in Die Caine war ihr Schicksal von Herman Wouk zu sehen und 2012 wirkte er in dem Stück Detroit von Lisa D’Amour mit. 2013 inszenierte er am Lookingglass Theatre die Erstaufführung des Stücks Big Lake Big City von Keith Huff.
Von Juni 2010 bis 2018 war Schwimmer mit der britischen Fotografin Zoe Buckman verheiratet. 2011 wurde ihr gemeinsames Kind geboren.
Schwimmer wurde sieben Mal für den Screen Actors Guild Award nominiert und gewann 1996 einen Preis als Ensemblemitglied in dem Sitcom Friends. Für seine Leistungen in drei verschiedenen Fernsehproduktionen wurde er für einen Primetime Emmy Award nominiert.

## Filmografie (Auswahl)

### Als Darsteller
- 1982: Die nackte Pistole (Police Squad!, Fernsehserie, Folge 1x01 A Substantial Gift (The Broken Promise))
- 1989: Tödliche Stille (A Deadly Silence, Fernsehfilm)
- 1991: Flug durch die Hölle (Flight of the Intruder)
- 1992: Crossing the Bridge
- 1992: Wunderbare Jahre (The Wonder Years, Fernsehserie, 4 Folgen)
- 1992–1993: L.A. Law – Staranwälte, Tricks, Prozesse (L.A. Law, Fernsehserie, 5 Folgen)
- 1993: Twenty Bucks – Geld stinkt nicht – oder doch? (Twenty Bucks)
- 1993: The Waiter (Kurzfilm)
- 1993: The Pitch (Kurzfilm)
- 1993: New York Cops – NYPD Blue (NYPD Blue, Fernsehserie, 4 Folgen)
- 1993: Blossom (Fernsehserie, 2 Folgen)
- 1994: Monty (Fernsehserie, 13 Folgen)
- 1994: Wolf – Das Tier im Manne (Wolf)
- 1994–2004: Friends (Fernsehserie, 236 Folgen)
- 1995: The Party Favor (Kurzfilm)
- 1995: Ein Single kommt immer allein (The Single Guy, Fernsehserie, Folge 1x06 Neighbors)
- 1996: Der Zufallslover (The Pallbearer)
- 1996: Emergency Room – Die Notaufnahme (ER, Fernsehserie, Folge 3x01 Doctor Carter, I Presume)
- 1997: Breast Men
- 1998: The Thin Pink Line
- 1998: Since You’ve Been Gone
- 1998: Der Musterschüler (Apt Pupil)
- 1998: Zwei Männer, eine Frau und eine Hochzeit (Kissing A Fool)
- 1998: Sechs Tage, sieben Nächte (Six Days Seven Nights)
- 1999: Rage – Irrsinnige Gewalt (All The Rage)
- 2000: Love & Sex
- 2000: Ich hab doch nur meine Frau zerlegt (Picking Up The Pieces)
- 2001: Uprising – Der Aufstand (Uprising, Fernsehfilm)
- 2001: Hotel
- 2001: Band of Brothers – Wir waren wie Brüder (Band of Brothers, Miniserie)
- 2004: Lass es, Larry! (Curb Your Enthusiasm, Fernsehserie, 3 Folgen)
- 2005: Duane Hopwood
- 2005: Madagascar (Stimme für Melman)
- 2006: Big Nothing
- 2007: Run, Fatboy, Run (Cameo)
- 2007: 30 Rock (Fernsehserie, Folge 2x05 Greenzo)
- 2008: Madagascar 2 (Madagascar: Escape 2 Africa, Stimme für Melman)
- 2008: Nichts als die Wahrheit (Nothing But the Truth)
- 2009: Fröhliches Madagascar (Merry Madagascar, Kurzfilm, Stimme für Melman)
- 2009: Entourage (Fernsehserie, Folge 6x04 Running on E, als er selbst)
- 2011: Come Fly with Me (Fernsehserie, Folge 1x02)
- 2012: Madagascar 3: Flucht durch Europa (Madagascar 3: Europe’s Most Wanted, Stimme für Melman)
- 2012: The Iceman
- 2012: John Carter – Zwischen zwei Welten (John Carter)
- 2012: Web Therapy (Fernsehserie, 4 Folgen)
- 2013: Madly Madagascar (Kurzfilm, Stimme für Melman)
- 2015: Episodes (Fernsehserie, Folge 4x05)
- 2016: American Crime Story (Fernsehserie, 10 Folgen)
- 2016: Feed the Beast (Fernsehserie, 10 Folgen)
- 2018: Will & Grace (Fernsehserie, 5 Folgen)
- 2019: Die Geldwäscherei (The Laundromat)
- 2020–2023: Intelligence (Fernsehserie, 13 Folgen)
- 2021: Friends: The Reunion
- 2023: Captain Fall (Fernsehserie, Folge 1x04, Stimme)
- 2023: Extrapolations (Fernsehserie, Folge 1x03)
- 2024: Little Death
- 2025: Gänsehaut (Goosebumps, Fernsehserie, 8 Folgen)

### Als Regisseur/Produzent
- 1996: Shoot the Moon (Produzent)
- 1998: Since You’ve Been Gone (Regisseur)
- 1999–2004: Friends (Fernsehserie, 10 Folgen, Regisseur)
- 2003: Humanoid (Produzent)
- 2004: Americana (Regisseur)
- 2004: Nevermind Nirvana (Fernsehfilm, Regisseur/Produzent)
- 2004–2005: Joey (Fernsehserie, 2 Folgen, Regisseur)
- 2005: New Car Smell (Fernsehfilm, Regisseur)
- 2007: Run, Fatboy, Run (Regisseur)
- 2008: Little Britain USA (Fernsehserie, 6 Folgen, Regisseur)
- 2008: Fly Like Mercury (Produzent)
- 2010: Trust (Regisseur)
- 2014: Growing Up Fisher (Fernsehserie, 1. Folge, Regisseur/Produzent)
- 2014: Irreversible (Fernsehfilm, Regisseur/Produzent)